# Klein Gartz
Klein Gartz este o comună din landul Saxonia-Anhalt, Germania.